# مكساج فقاعي
المِكْساج الفُقَّاعِيّ أو جهازُ الأكسَجّة الفُقَّاعِيّ (بالإنجليزية: Bubble oxygenator)‏ هو نسخةٌ مُبكرةٌ من للمكساج المُستعمل في المجازة القلبية الرئوية. استُبدل فيما بعد بالمسكاج الغشائي [الإنجليزية] نتيجةً لتطور علم المواد. يُواصل البعض الترويح لاستعماله بصفته بديلًا منخفض التكلفة مما يسمح بقدر أكبر من الاكتفاء الذاتي.:ص.182

## التاريخ
تطورت جراحة القلب المفتوح بشكلٍ سريع في بداية خمسينيات القرن العشرين، وطُورت العديد من الطرق لتزويد الدم بالأكسجين خارج الجسم. ظهر المِكساج الفقاعي في عام 1950 بواسطة كلارك وغولان وغوبتا، وواجهت الطريقة شكوكًا أولية:ص.11 ولكن أُثبت في عام 1956 أنَّ المكساج الفقاعي بسيط نسبيًا وغير مكلفٍ وسهل التشغيل بواسطة ريتشارد ديوول [الإنجليزية] وكلارنس والتون ليلهي [الإنجليزية] في جامعة مينيسوتا.:ص.16
واجه المكساج الفقاعي منافسةً مع المِكساج الغشائي الذي ظهر خلال نفس العقد، والذي وُجد أنه يوفر أكسجة أفضل لفتراتٍ تزيد عن ثماني ساعات، بالإضافة إلى مزايًا أُخرى تتجاوز ست ساعات.:ص.16 ولكن على الرغم من هذا، إلا أنَّ معظم عمليات القلب المفتوح أصبحت أقصر إلى حد كبيرٍ،:ص.16 وبحلول عام 1976، أصبح المِكساج الغشائي هو السائد.:ص.16
طُورت أجهزةٌ جديدةٌ في ثمانينيات القرن العشرين وهي مكاسيجٌ غشائية دقيقة المسام [الإنجليزية]، وحلت محل المكساج الفقاعي في معظم التطبيقات.:ص.18